# Platysceptra optania
Platysceptra optania är en fjärilsart som beskrevs av Edward Meyrick 1908. Platysceptra optania ingår i släktet Platysceptra och familjen äkta malar.
Artens utbredningsområde är Nigeria. Inga underarter finns listade i Catalogue of Life.